# Hyphoraia marginata
Hyphoraia marginata är en fjärilsart som beskrevs av Durand 1931. Hyphoraia marginata ingår i släktet Hyphoraia och familjen björnspinnare. Inga underarter finns listade i Catalogue of Life.